# Motor de detonação rotativo
Um motor de detonação rotativo (RDE - Rotating detonation engine) é um mecanismo proposto, utilizando uma forma de combustão por ganho de pressão, em que uma ou mais detonações viajam continuamente em torno de um canal anular. Embora nenhuma deles esteja em produção, simulações computacionais e resultados experimentais mostraram que esse motor tem potencial, e há amplo interesse e pesquisa sobre o conceito. As desvantagens do motor de detonação rotativo incluem instabilidade e ruído. Um mecanismo de detonação rotativo pode ser um motor de foguete simples, com baixo consumo de combustível, que poderia permitir naves espaciais mais baratas e leves.

## Conceito
O conceito básico de um RDE é uma onda de detonação que viaja em torno de um espaço anular, que é um canal circular. Primeiro, o combustível e o oxidante são injetados no canal, normalmente através de pequenos orifícios ou fendas. Inicialmente, uma detonação deve ser iniciada na mistura combustível/oxidante pelo uso de alguma forma de ignitor. Depois que o motor é ligado, no entanto, a detonação é auto-sustentável. A detonação de passagem inflama a mistura combustível/oxidante, que libera a energia necessária para sustentar a detonação. Os produtos de combustão se expandem para fora do canal e também são expulsos do canal pelo combustível e pelo oxidante recebidos.  Ao contrário do motor convencional, este mecanismo de detonação rotativo usa a onda de choque naturalmente faz tudo sem precisar de ajuda adicional das peças do motor.

## História
Dispositivos de propulsão baseados em detonação rotativa foram propostos e testados foram realizados pelo menos desde a década de 1950. Na década de 1960, pesquisas foram conduzidas sobre os efeitos da geometria, características de rotação, espiralamento da onda e outras variáveis. Trabalhos posteriores desenvolveram protótipos de RDEs para medir o impulso de unidades de pequena escala como uma linha de base para o comportamento de modelos maiores, utilizando os resultados do trabalho experimental para verificar resultados teóricos e gerar novos resultados.
Em meados dos anos 2000, os Laboratórios de Pesquisa da Força Aérea dos EUA começaram a publicar pesquisas sobre o funcionamento de motores de detonação rotativos.
Cientistas comerciais e militares na China estão competindo com a Rússia, Coréia e EUA para aperfeiçoar a tecnologia RDE primeiro. A China concluiu testes em solo e realizou testes em um planador ferroviário fixo desde dezembro de 2021.